# NGC 6728
NGC 6728 bezeichnet im NGC-Katalog einen offenen Sternhaufen im Sternbild Scutum. Der Katalogeintrag geht auf eine Beobachtung des Astronomen Wilhelm Herschel am 16. Juni 1784 zurück. NGC 6728 wurde bisweilen als Asterismus, also eine zufällige Gruppierung von Sternen ohne physikalischen Zusammenhang, angesehen. Aktuelle Studien zeigen aber, dass es sich um einen ca. 750 Millionen Jahre alten offenen Sternhaufen handelt, der 5250 Lichtjahre entfernt ist.